# Храстин
45°26′ пн. ш. 18°35′ сх. д. / 45.43° пн. ш. 18.59° сх. д.
Храстин (хорв. Hrastin) — населений пункт у Хорватії, в Осієцько-Баранській жупанії у складі громади Владиславці.

## Населення
Населення за даними перепису 2011 року становило 327 осіб.
Динаміка чисельності населення поселення:

## Клімат
Середня річна температура становить 11,05 °C, середня максимальна – 25,49 °C, а середня мінімальна – -6,19 °C. Середня річна кількість опадів – 674 мм.
| Клімат поселення                              | Клімат поселення | Клімат поселення | Клімат поселення | Клімат поселення | Клімат поселення | Клімат поселення | Клімат поселення | Клімат поселення | Клімат поселення | Клімат поселення | Клімат поселення | Клімат поселення | Клімат поселення |
| Показник                                      | Січ.             | Лют.             | Бер.             | Квіт.            | Трав.            | Черв.            | Лип.             | Серп.            | Вер.             | Жовт.            | Лист.            | Груд.            |                  |
| Середній максимум, °C                         | 5,78             | 8,00             | 12,62            | 17,27            | 22,39            | 25,49            | 25,40            | 25,00            | 20,95            | 15,48            | 9,56             | 5,60             |                  |
| Середня температура, °C                       | −0,2             | 2,00             | 6,68             | 11,30            | 16,40            | 19,50            | 21,24            | 20,80            | 16,76            | 11,30            | 5,39             | 1,40             |                  |
| Середній мінімум, °C                          | −6,19            | −3,98            | 0,69             | 5,30             | 10,44            | 13,52            | 17,06            | 16,62            | 12,59            | 7,10             | 1,19             | −2,76            |                  |
| Норма опадів, мм                              | 44               | 39               | 42               | 52               | 61               | 85               | 65               | 62               | 51               | 57               | 64               | 52               |                  |
| Середньомісячна швидкість вітру, м/с          | 2.21             | 2.50             | 2.80             | 2.69             | 2.40             | 2.20             | 2.13             | 2.00             | 1.92             | 2.10             | 2.20             | 2.30             |                  |
| Середньомісячна сонячна радіація, кДж/м²·день | 4271             | 6945             | 10932            | 15520            | 19399            | 21513            | 22357            | 20442            | 15011            | 9456             | 4844             | 3562             |                  |
| --------------------------------------------- | ---------------- | ---------------- | ---------------- | ---------------- | ---------------- | ---------------- | ---------------- | ---------------- | ---------------- | ---------------- | ---------------- | ---------------- | ---------------- |
| Джерело:                                      |                  |                  |                  |                  |                  |                  |                  |                  |                  |                  |                  |                  |                  |